# João Batista Pereira Souto
João Batista Pereira Souto (Rio Grande do Sul ?, 18 de julho de 1849 — Porto Alegre ?, depois de 1º de março de 1918) foi um militar, político, maçom, funcionário público e intelectual brasileiro.
Nascido em 18 de julho de 1849, filho de J. J. Souto, foi latifundiário, político republicano e um dos próceres do Clube Júlio de Castilhos, coronel da Guarda Nacional, destacou-se na Guerra do Paraguai, onde lutou como ajudante do 19º Corpo de Voluntários com a patente de tenente, e depois como capitão do 50º Corpo. Em 1874 era major honorário do Exército e comandante do Arsenal de Guerra de Porto Alegre, em 1876 comandava a Companhia de Operações Militares, e em 1885 foi nomeado adjunto do Arsenal de Guerra.
No mesmo ano foi nomeado para os cargos de escrivão do cível, comércio e crime e tabelião do 3º Cartório de Notas do Termo de Porto Alegre, e em 1886 recebeu portaria dando-lhe posse vitalícia dos ditos cargos, sendo atestado em atividade até 1º de março de 1918, seu último registro na imprensa. Deixou pelo menos duas filhas, Clementina e Ermelinda Souto.
Foi membro da prestigiosa Irmandade da Santa Casa de Misericórdia, sócio efetivo do Instituto Histórico e Geográfico do Rio Grande do Sul, e participou das atividades do Partenon Literário, sendo citado por Guilhermino César como um dos seus membros de maior relevo. Desde a década de 1890 foi um dos dirigentes do Grande Oriente do Rio Grande do Sul, em 1905 era 2º grão-mestre adjunto, e foi grão-mestre em 1906 e 1907. Segundo Eliane Colussi, "o Partenon, além de servir de ponto de aglutinação da intelectualidade gaúcha e de ter sido responsável pela difusão da sociedade, serviu também como referência cultural para a própria maçonaria gaúcha. Os maçons passaram a ter uma atuação fora dos círculos de convívio interno, reforçando e divulgando seus posicionamentos políticos e ideológicos em círculos mais amplos, com o que aumentou sua capacidade de influir na formação de opinião e na difusão da ideia de sociedade laicizada. [...] Dos sócios elencados durante o período de duração da sociedade, 33 foram dirigentes maçons, principalmente nos seus primeiros anos".